# Bartolomeo Ferratini
Bartolomeo Ferratini (ur. w 1534 albo 1537 w Amelii, zm. 1 listopada 1606 w Rzymie) – włoski kardynał.

## Życiorys
Urodził się w 1534 albo 1537 roku w Amelii. W młodości był klerykiem w rodzinnym mieście i kanonikiem bazyliki św. Piotra. 9 października 1562 roku został wybrany biskupem Amelii. Po dziewięciu latach zrezygnował z zarządzania diecezją. Następnie pełnił funkcję prefekta Fabryki Świętego Piotra i Trybunału Sygnatuy Łaski. 11 września 1606 roku został kreowany kardynałem prezbiterem, jednak nie zdążył otrzymać kościoła tytularnego, gdyż zmarł 1 listopada w Rzymie.